# Чемпіонат світу з хокею із шайбою 2011 (дивізіон I, жінки)
Чемпіонат світу з хокею із шайбою 2011 (Дивізіон І) — чемпіонат світу з хокею із шайбою ІІХФ, який проходив у Німеччині з 11 по 16 квітня 2011 року. Матчі відбувалися у місті Равенсбург.
Через землетрус, збірна Японії відмовилась від участі у чемпіонаті.

## Підсумкова таблиця та результати
| М | Збірна    | І | В | ВО | ПО | П | Ш    | О  | Німеччина | Норвегія | Латвія | Австрія | КНР |
| - | --------- | - | - | -- | -- | - | ---- | -- | --------- | -------- | ------ | ------- | --- |
| 1 | Німеччина | 4 | 4 | 0  | 0  | 0 | 12-2 | 12 |           | 3-1      | 2-1    | 4-0     | 3-0 |
| 2 | Норвегія  | 4 | 3 | 0  | 0  | 1 | 13-7 | 9  | 1-3       |          | 2-0    | 3-1     | 7-3 |
| 3 | Латвія    | 4 | 1 | 0  | 0  | 3 | 5-7  | 3  | 1-2       | 0-2      |        | 1-2     | 3-1 |
| 4 | Австрія   | 4 | 1 | 0  | 0  | 3 | 6-12 | 3  | 0-4       | 1-3      | 2-1    |         | 3-4 |
| 5 | Китай     | 4 | 1 | 0  | 0  | 3 | 8-16 | 3  | 0-3       | 3-7      | 1-3    | 4-3     |     |

## Нагороди
Найкращі гравці, обрані дирекцією ІІХФ
- Найкращий воротар:  Лоліта Андрісевська
- Найкращий захисник:  Сюзанн Гетц
- Найкращий нападник:  Ліне Біалік